# Titularbistum Velia
Velia ist ein Titularbistum der römisch-katholischen Kirche. Es geht zurück auf ein untergegangenes Bistum der antiken Stadt Elea in der süditalienischen Landschaft Kampanien.
| Titularbischöfe von Velia |                        |                                                           |                   |                    |
| Nr.                       | Name                   | Amt                                                       | von               | bis                |
| 1                         | Pietro Santoro         | Weihbischof in Campobasso-Boiano (Italien)                | 25. Juli 1967     | 12. Juni 1970      |
| 2                         | Daniele Ferrari        | Weihbischof in Gaeta (Italien)                            | 7. September 1970 | 22. Februar 1973   |
| 3                         | Antonio Mazza          | Generalsekretär des Zentralkomitees für das Hl. Jahr 1975 | 8. Juni 1973      | 11. September 1976 |
| 4                         | Andrea Veggio          | Weihbischof in Verona (Italien)                           | 1. August 1983    | 6. Juni 2020       |
| 5                         | Krzysztof Józef Nykiel | Regent der Apostolischen Pönitentiarie                    | 1. Mai 2024       |                    |